# Black Orpheus (album)
Pour les articles homonymes, voir Black Orpheus.
Albums de Keziah Jones
Liquid Sunshine
(1999) Black Orpheus Limited Edition
(2004)
Black Orpheus est un album de Keziah Jones sorti en 2003.
L'album est réalisé par Kevin Armstrong et mixé par Russell Elevado. Le violoncelliste Vincent Ségal joue sur le titre Neptune.

## Titres de l'album
| No  | Titre                         | Durée |
| --- | ----------------------------- | ----- |
| 1.  | Afrosurrealism for the ladies | 4:03  |
| 2.  | Kpafuca                       | 3:51  |
| 3.  | Femiliarise                   | 3:43  |
| 4.  | Wet questions                 | 4:18  |
| 5.  | Neptune                       | 5:45  |
| 6.  | 72 kilos                      | 3:52  |
| 7.  | All praises                   | 4:55  |
| 8.  | Beautiful Emilie              | 4:26  |
| 9.  | Sadness is...                 | 3:36  |
| 10. | Autumn moon                   | 3:58  |
| 11. | Black Orpheus                 | 1:37  |
| 12. | Orin o' lomi                  | 10:19 |